# Kyle Connor
Kyle Connor (Municipio de Clinton, Míchigan, 9 de diciembre de 1996), apodado KFC, es un jugador profesional estadounidense de hockey sobre hielo que se desempeña en la posición de extremo izquierdo en Winnipeg Jets, equipo de la National Hockey League (NHL).

## Carrera
Fue seleccionado en la primera ronda en la NHL Entry Draft de 2015. En 2016 hizo su debut profesional con el equipo Winnipeg Jets, donde lleva jugando ocho temporadas.